# Резервація гоблінів
«Резервація гоблінів» (англ. The Goblin Reservation) — науково-фантастичний роман, з елементами фентезі та гумору, написаний Кліффордом Д. Сімаком 1968 року. Того ж року в квітні-червні був виданий частинами в журналі наукової фантастики «Гелексі сайнс фікшн». Твір номінувався на здобуття премії Г'юґо 1969 року, та поступився роману Джона Браннера «Стояти на Занзібарі».
Роман, як і більшість творів автора, просякнутий гуманізмом та повагою до всього живого. Головний герой — Пітер Максвелл, працівник установи, що займається порятунком істот і артефактів з інших місць Всесвіту й епох. Під час пошуків дракона Пітер стикається з такими персонажами, як мандрівник у часі; освічений неандерталець, гобліни, тролі, феї, банші, істоти-рої — Колещарі, привид Вільяма Шекспіра, сам Шекспір, дракон та біомеханічний шаблезубий тигр. Пітеру доводиться розслідувати конфлікти між цими істотами та власну смерть.

## Сюжет
У майбутньому Земля перетворена на університетську планету, куди приїжджають з усієї Галактики вчитися, викладати та займатись науковою роботою. На Землі є Інститут Часу, де займаються відкриттям правди про минулі події; людей та істот минулого переміщують у теперішній час для вивчення чи взяття інтерв’ю. Один з них — Але Оп, дуже розумний, хоча часом і грубий, неандерталець, врятований від вірної смерті та освічений у майбутньому. Істоти, яких люди минулого вважали міфами: тролі, феї, гобліни тощо — були виявлені та розміщені в заповідниках, де вони живуть і вивчаються працівниками Надприродного факультету всепланетного університету.
Пітер Максвелл — професор факультету надприродних явищ у Вісконсині, подорожуючи до зоряної системи Єнотової Шкури, де на його думку водились дракони, туди не потрапив. Через невідомі обставини він опинився на «Кришталевій» планеті-бібліотеці, уся маса якої була носієм інформації зібраної впродовж існування двох Всесвітів (теперішнього і Всесвіту, що існував до Великого вибуху). Господарі планети дали зрозуміти, що планують надати ці знання галактичній співдружності — як плату за виконання певних умов, що будуть повідомленні згодом. Пітера потім телепортують назад, доручивши йому знайти осіб для укладення угоди.
Після повернення до Вісконсину Пітер довідався, що під час телепортації він був продубльований і його дублікат повернувся тиждень тому на Землю, та загинув, упавши на швидкісному рухомому шосе. По дорозі з вокзалу йому нав'язав своє товариство торговий посередник містер Черчілль, але їхній автоліт підбивають тролі, які конфліктують з лідером гоблінів містером О'Тулом. 
Квартира Максвелла вже була надана новій працівниці Інституту Часу Керол Хемптон, де він зіткнувся з нею та запросив її та її домашнього біомеханічного смілодона Сильвестра приєднатись до святкування його повернення в пабі «Під Свинею та Свистком». На пиятиці були друзі Максвелла: Але Оп та Привид. Через суперечку між факультетом англійської літератури та інститутом Часу про доцільність переміщення Шекспіра в сучасний час, яка переросла в бійку, компанія вирушила святкувати в хижу Опа.
Керол розповіла, що Інститут має намір поповнити свій бюджет, продавши Артефакт — таємничий брус із незнищенного темного матеріалу, привезений Інститутом з юрського періоду. Представником покупця був містер Черчілль. Це засмутило Максвелла, оскільки Артефакт колись був об'єктом поклоніння міфічних народів.
Наступного дня Максвелл бажав поговорити з ректором Інституту про угоду з «Кришталевою» планетою, але не потрапив на прийом, а секретар наполегливо порадив йому прийняти посаду керівника факультету на віддаленій планеті. Максвелл почав підозрювати у своїх неприємностях Черчілля. Він отримав запрошення на вечірку від світської дами Ненсі Клейтон, присвяченій презентації віднайденої картини Альберта Ламберта. Ознайомившись з його роботами, Максвелл виявив, що з деякого моменту на них зображаються жителі «Кришталевої» планети та якісь надприродні сили. На вечірку його таємно провели з окремого входу, де він зустрів одного з Колещарів, містера Мармадюка, який хотів укласти угоду про знання «Кришталевої» планети. Мармадюк стверджував, що вже знає умову продавця і погрожував Максвеллу в разі відмови. Але тут з'явився Сильвестр, якому це не сподобалось, і він почав переслідувати Мармадюка. Максвелл дізнався у Ненсі про обман із запрошенням і запримітив, що на картині Ламберта серед гномів, гоблінів і невідомих жахливих істот, зображений Артефакт. Про жахливих істот минулого він знав також з розповідей Опа, і вони з Керол вирушили показати Опу фото з картини.
В заповіднику гоблінів Максвелл розпитав О'Тула про древніх істот — той не пам'ятав їх, але повідомив, що зараз помирає Банші — найстарша істота в заповіднику. Максвелл пішов віддати шану в останній час Банші, від якої дізнався, що ця раса енергетичних істот була першою послана «Старшою» (тобто «Кришталевою») планетою встановлення зв'язку між двома планетами. Інші Банші постійно підтримували контакт із древньою планетою. Виявилося, Черчілль дізнався від Банші про мандрівку Максвелла на «Кришталеву» планету, і що ціною угоди є Артефакт. Але Оп відмовився сказати Максвеллу чим є Артефакт, оскільки був ображений політикою «Кришталевої» планети.
Максвелл зустрів Привида, і поміркувавши, вони прийшли до думки, що міфічні істоти були расами попереднього Всесвіту, врятованими «Кришталевою» планетою, для яких вона підшуковувала нові домівки. Але якийсь закон старіння рас все-одно призвів до їхнього вимирання. Це залишило Колещарів та Земну Федерацію єдиними претендентами на спадок «Кришталевої» планети.
Максвелл вирішив відвідати свого друга директора Інституту Часу Харлоу Шарпа, і відмовити його від небезпечної угоди, але Черчілль вже встиг укласти і оплатити угоду. 
Засмученого Максвелла зустрів Привид і відвів у паб, де їх чекав Оп. Той обідав разом з Керол і Шекспіром, якого перемістили для проведення лекції, але Оп вкрав його з Інституту. Оп мав намір переховувати Шекспіра, щоб допомогти Максвеллу натиснути на директора Шарпа. Той і сам не хотів повертатись у свій час. Коли Шекспір почав згадувати своє рідне місто, ідентичні спогади виявились і у Привида. Обоє зрозуміли, що є тією самого особою з різних часів і, нажахані, втекли.
Друзі вирішили використати окуляри-перекладач з «Кришталевої» планети, щоб пошукати написи на Артефакті і потайки пробрались в музей. Коли Максвелл подивився в окулярах на Артефакт, він побачив дракона. Той почав просинатись і вивільнився. Дракон почав руйнувати експонати музею і друзі прийняли необачне рішення випустити його в місто.
З'явився директор інституту Шарп і відвів їх у свій кабінет для отримання пояснень, але туди прийшла і поліція з Ненсі Клейтон та Альбертом Ламбертом. Ламберт розповів про свої подорожі в часі за допомогою вживленого в мозок пристрою, який перестав працювати як належало і тепер художник не міг потрапити в свій рідний час. Коли художника розпитали про подорож в юрський період, він згадав про Колещарів, які слугували в ту епоху тягловими тваринами для господарів «Кришталевої» планети. Одразу ж на порозі з'явився Колещар, який почав вимагати виконання угоди. А за ним і Привид, який розповів, що в Заповіднику Гоблінів Колещарі влаштували полювання на дракона. Колещар влаштував бійку і спробував отруїти людей газом, але був пошматований Сильвестром.
Колещарі були учасниками спроби «Кришталевої» планети побудови галактичної цивілізації, тому, очевидно, мали право на частину спадщини своїх господарів, але використовували підлі методи.
Люди поспішили в заповідник на допомогу дракону. О'Тул повідомив, що воювати з авіацією Колещарів можуть тільки тролі, єдині знавці темної магії, і люди почали переговори з ними. Їм довелось примусити О'Тула пообіцяти тролям 3 бочки гоблінського елю. Тролі закляттями розгромили авіацію Колещарів. На честь перемоги всі жителі заповідника влаштували спільне свято.
До Максвелла і Керол прилетіла Банші і повідомила волю «Криштальної» планети — науковцям належало прибути для транспортування бібліотеки знань, а дракон мав залишитись у Заповіднику. Банші мали наказ переправити дракона з юрського періоду на Кришталеву планету, але їх випередив Інститут Часу. Тоді Баньші вимушені були чекати мільйони років, коли цивілізація стане достатньо зрілою, щоб створити безпечні умови для єдиного представника виду улюблених домашніх тварин жителів «Кришталевої» планети.

## Персонажі
- Пітер Максвелл — професор факультету надприродних явищ, який здійснив телепортацію на далеку планету і назад, після повідомлення про знаходження там дракона. Повернувшись, він виявляє, що є копією оригінального Максвелла, якого вбили. Сам він провів час на планеті, повністю вкритій кришталем, яка, схоже, містить секрети попередньої версії Всесвіту. Він має на меті знайти важливий предмет, який виявляється тим, що Університет забрав з минулого, знаний як Артефакт.
- Керол Хемптон — нова співробітниця Університету, власниця біомеханічного смілодона, зайняла квартиру Максвелла після його смерті.
- Але Оп — неандерталець, врятований з минулого від канібалів, і приятель Максвелла. Він дозволяє Максвеллу залишатися в його хижі. Вони проводять багато часу попиваючи самогон Опа.
- Ненсі Клейтон — світська дама, проводить модні вечірки, запрошує цікавих гостей. Максвелл отримує запрошення на її вечірку, яке насправді надіслав Колещар містер Мармадюк.
- Містер Черчілль — комерційний агент, переслідує Максвелла, представляючи інтереси Колещарів.
- Харлоу Шарп — керівник Інституту часу. На той час, коли Максвелл усвідомлює намір Колещарів, Шарп вже уклав угоду про Артефакт. Максвелл ненавмисно руйнує всі плани Шарпа, але як компенсацію знання Кришталевої планети надають Землі.
- Містер О'Тул — лідер гоблінів в заповіднику Гоблінів і друг Максвелла. Гордий і зарозумілий, він конфліктує з тролями, які руйнують його дорогоцінний жовтневий ель. Тролі хочуть лише поваги від гоблінів і частки елю.
- Колещарі — раса прибульців, що складається з двох коліс обабіч від напівпрозорого міхура з комахами. У них наявна свідомість рою. Пізніше виявляється, що раніше вони були тягловими тваринами раси, яка створила Кришталеву планету та Артефакт. Вони можуть викидати смертельно шкідливі гази, які, ймовірно, були причиною смерті оригінального Максвелла.
- Банші — найдавніша жива істота на Землі, останній екземпляр виду, вмирає на самоті у заповіднику. Максвелл сидить з нею на вахті смерті, Банші є зв'язківцями Кришталевої планети з її поселенцями, і вони все ще можуть спілкуватися з нею.
- Тролі — живуть у мостах, які споруджують із каменів, досі вміють користуватись магією. Гоблінам, які їх зневажають, вони мстяться, заважаючи транспортним засобам пролітати над заповідником, зокрема повітряним автомобілем, що перевозив Максвелла. Вони також руйнують галявини фей, які будують гобліни. Максвелл отримує поступки від гоблінів, щоб тролі збили Колещарів, які переслідують дракона.
- Вільям Шекспір — переміщений Інститутом Часу з минулого, щоб прочитати лекцію про те, як він насправді не створював приписаних йому п'єс.
- Сильвестр Шаблезуб — домашня тварина Керол Хемптон, біомеханічне відтворення одного з вимерлих великих котів. Його поява зазвичай призводить до хаосу.
- Артефакт — насправді дракон у призупиненому стані життєдіяльності, він випадково звільняється, коли Максвелл використовує окуляри, подаровані йому на Кришталевій планеті.
- Альберт Ламберт — художник, народжений у 1973 році, стиль якого докорінно змінився з невідомих причин, коли йому виповнилося 50 років. Його пізніші роботи зображують химерний неземний пейзаж, зокрема Артефакт. Він з’являється раптово, використовуючи нестабільний експериментальний пристрій для подорожі в часі, імплантований у його мозок. Побачивши власну роботу, він заперечує її написання, але каже, що врешті-решт це зробить, бо малює лише те, що бачив. Він підтверджує, що бачив Колещарів, гоблінів та інших міфічних істот, що намагались колонізувати Землю з космосу в юрський період. На картинах зображені їхні міста. Він повертається до свого часу, користуючись приладом Інституту Часу.
- Привид — привид, який не може згадати, ким він був раніше. В кінці сюжету згадує, що є привидом самого Шекспіра. Обоє танцюють разом на святі у Заповіднику.

## Переклади українською
- Кліффорд Сімак. Резервація гоблінів. Переклад з англійської: М. Щавурська. Тернопіль: НК-Богдан, 2017. 224 стор. (Серія «Горизонти фантастики»). ISBN 978-966-10-5081-4